# Molophilus sequoiae
Molophilus sequoiae är en tvåvingeart som beskrevs av Alexander 1952. Molophilus sequoiae ingår i släktet Molophilus och familjen småharkrankar. Inga underarter finns listade i Catalogue of Life.